# Ferse
Die Ferse (regional auch Hacke(n)) ist bei Säugetieren die Vorwölbung am hinteren Teil des Fußes.
Ihre Kontur erhält sie durch das Fersenbein (von lateinisch Calcaneus) und das darüberliegende Fettgewebe und die Haut.
Die Ferse ist Ansatz für die Achillessehne, auf beiden Seiten von ihr fällt die Haut etwas ein.

## Die Ferse des menschlichen Fußes

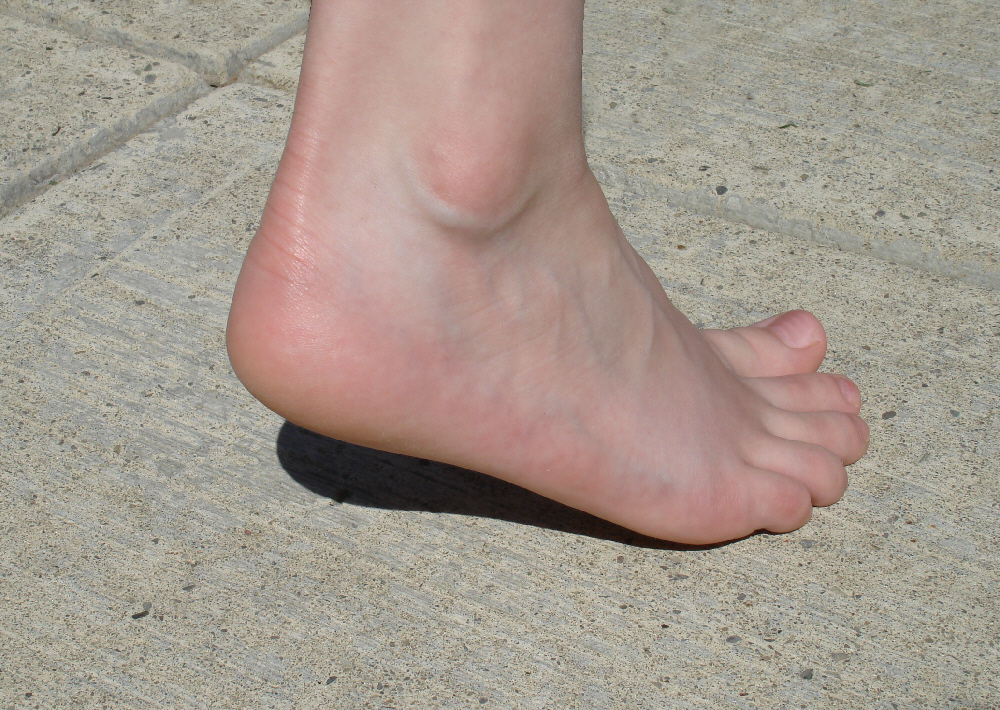
Ferse eines Mädchens

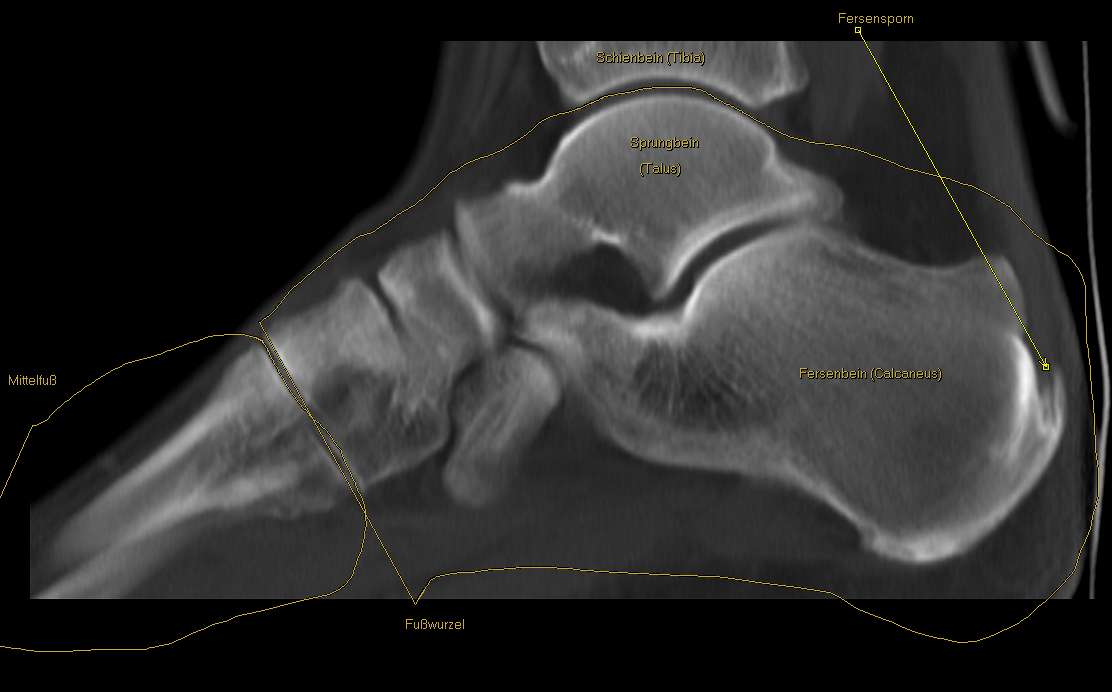
Ferse/Rückfuß im Röntgenbild mit Fersensporn

Durch den aufrechten Gang des Menschen übernimmt die Ferse eine weitaus komplexere Funktion, als nur den Hebelarm der Achillessehne zu bilden. Daher sind die Fußwurzelknochen beim Menschen sehr spezifisch ausgeformt.
Das Gangbild entsteht durch ein Zusammenspiel von Ferse und Vorfuß. Die Mitte der Ferse liegt normalerweise in der Verlängerung der Achse des Unterschenkels. Sie weicht beim Knickfuß (lateinisch Pes valgus) zur Seite (nach lateral) und beim Klumpfuß (lateinisch Pes varus) zur Mitte (nach medial) ab.
Beim Fersensporn zeigt sich im Röntgenbild eine knöcherne Ausziehung am Ansatz der Achillessehne am Fersenbein oder am Ursprung der Plantaraponeurose (Sehnenplatte der Fußsohle).

## Mythologie
In der antiken Mythologie war die Achillesferse die einzig verwundbare Stelle des griechischen Helden Achill.